# ブッチ (トムとジェリー)
ブッチ (Butch) は、『トムとジェリー』に登場する架空のネコのキャラクターである。

## 概要
トムの悪友の代表格である黒毛の野良猫。単独で登場する際は、最初に『虹の彼方に』（Over the Rainbow）を口ずさんでいたり、BGMとして流れたりすることが多い。
多くの作品において生ゴミなどを漁る路地裏暮らしの貧しい野良猫という設定だが、『こわいお手伝いさん』においてはブッチがトムと同じ家で飼われている他、『悲しい悲しい物語』ではお金持ちのネコとして登場している。『仲間割れ』ではネズミ駆除業者の職を持っている。

## キャラクター
しばしばトムと恋人を巡って争う関係で、プライドが高い自信家で喧嘩も強い。意中の雌ネコを巡って争うこともあるが、一緒に遊ぶこともある。テニスが得意。
役回りは一般的にトムの友人や味方からライバルまで、様々である。赤ちゃんの格好をさせられたトムを仲間と共にからかう、孤児を装ってトムの家から食料を強奪するなど、トムに被害を与える立場としても登場する。ライトニング、トプシー、ミートヘッドなど他の野良猫と共に登場する際は、しばしばその集団のリーダー格として描かれる。
トムと共にジェリーを追いかける事もあり、付近を通りかかったジェリーを躊躇いもなく餌食にしかけた事もある。
野良猫ゆえにトム以上に乱暴で強欲な気質が強く、トムとの取っ組み合いや力比べなどの多くはトムを上回り、トムが恋していた雌ネコを力尽くで奪おうとする作品も存在する。

## 日本語吹替版声優
- 鹿島信哉 - （初代：TBS版）
- 北村弘一 - （代役：TBS版『仲間割れ』）[注 4]
- 玄田哲章 - （代役：ヘラルド・ポニー版『赤ちゃんはいいな』『腹ぺこブッチ』）
- ダン小路 - （初代：新吹き替え版『赤ちゃんはいいな』『仲間割れ』『腹ぺこブッチ』）
- 宝亀克寿 - （代役：新吹き替え版『春はいたずらもの』）
- 石野竜三 - （代役：新吹き替え版『トムさんと悪友』）[注 5]
- 西村朋紘 - （2代目：新吹き替え版以降）
- 青山穣 - （3代目：2021年の映画）